# آب داو
آب داو (به لاتین: Ab Daw) شهری در افغانستان است که در ولایت بدخشان (افغانستان) واقع شده‌است.